# کابوس (فیلم ۲۰۱۱)
کابوس (به انگلیسی: Nightmare) فیلمی در ژانر ترسناک است که در سال ۲۰۱۱ منتشر شد.